# Shiloh Dynasty
席亚拉·妮可·西姆斯（英語：Ciara Nicole Simms，?—），艺名希洛·戴纳斯蒂（英語：Shiloh Dynasty），是美国独立音乐人、词曲作者，以其神秘身份和极具辨识度的嗓音而闻名，并于2016走红。其代表作《Losing Interest》与《I'll Keep You Safe》均获得美国唱片业协会白金唱片认证。她曾参与已故说唱歌手XXXTentacion遗作专辑《17》，其中合作单曲《Jocelyn Flores》于2022年斩获八倍白金认证。

## 音乐生涯
2014年至2015年间，Shiloh Dynasty通过社交媒体平台Vine发布了一系列六秒短视频，内容多为自弹自唱的片段，画面中脸部常被遮挡或仅露出闭眼的侧脸。这些低保真风风格的旋律迅速引发关注，成为网络现象级素材，被大量音乐制作人采样并融入作品，尤其在情绪说唱领域影响深远。
2017年，说唱歌手XXXTentacion在其专辑《17》中采样了Shiloh的多段音频，包括热单《Jocelyn Flores》《Everybody Dies in Their Nightmares》等，使她进一步走入主流视野。此后，Young Thug、Juice WRLD等艺人也相继采用其作品。尽管影响力持续扩大，Shiloh本人自2016年起停止公开活动，其真实生活状态、性别认同（部分资料称其曾表达跨性别倾向）甚至生存与否一度引发网络猜测，经纪人于2019年澄清她仍健在且专注于音乐创作。

## 音乐作品

### 单曲
- Jocelyn Flores (与XXXTentacion合作)
- Waiting
- Losing Interest
- when i fall (与Siiickbrain合作)
- Carry On (与XXXTentacion合作)
- Everyone Dies in Their Nightmares (与XXXTentacion合作)